# استان اوئالگایوک
استان اوئالگایوک (به اسپانیایی: Provincia de Hualgayoc) یک استان در پرو است که در منطقه کاخامارکا واقع شده‌است. استان اوئالگایوک ۷۷۷٫۲۵ کیلومتر مربع مساحت و ۹۴٬۰۷۶ نفر جمعیت دارد و ۲٬۵۲۶ متر بالاتر از سطح دریا واقع شده‌است.